# The Hush
| Оценки критиков | Оценки критиков |
| Источник        | Оценка          |
| --------------- | --------------- |
| Allmusic        | [ 1 ]           |

The Hush — пятый студийный альбом шотландской группы Texas, выпущенный в мае 1999 года. Альбом занял 1-е место в UK Album Charts и провёл там в общей сложности 43 недели. Британская ассоциация производителей фонограмм трижды присваивала диску статус платинового.

## Об альбоме
Наиболее известным синглом этого альбома является песня «In Our Lifetime», сумевшая достичь 4-го места в чартах Великобритании. В качестве второго сингла была выпущена песня «Summer Son», также добравшаяся до 4-го места. Третьим и последним синглом с этого альбома стала песня «When We Are Together», которая смогла достичь 12-го места в UK Singles Charts.
Альбом был признан трижды платиновым по BPI и разошёлся тиражом в 900 000 копий. Таким образом пластинка стала вторым успешным альбомом группы после White on Blonde (1997), статус платинового которому присваивался шесть раз.

## Список композиций
| №   | Название                            | Автор(ы)                                     | Продюсер(ы)                         | Длительность |
| --- | ----------------------------------- | -------------------------------------------- | ----------------------------------- | ------------ |
| 1.  | «In Our Lifetime»                   | Johnny McElhone, Sharleen Spiteri            | Johnny McElhone                     | 4:06         |
| 2.  | «Tell Me the Answer»                | McElhone, Spiteri, Robert Hodgens            | McElhone, The Boilerhouse Boys      | 3:54         |
| 3.  | «Summer Son»                        | McElhone, Spiteri, Eddie Campbell, Hodgens   | McElhone                            | 4:04         |
| 4.  | «Sunday Afternoon»                  | McElhone, Spiteri                            | McElhone                            | 4:21         |
| 5.  | «Move In»                           | McElhone, Spiteri, Mark Rae, Steve Christian | McElhone, Mark Rae, Steve Christian | 4:28         |
| 6.  | «When We Are Together»              | McElhone, Spiteri                            | McElhone                            | 3:30         |
| 7.  | «Day After Day»                     | McElhone, Spiteri                            | McElhone                            | 4:37         |
| 8.  | «Zero Zero»                         | McElhone, Spiteri, Campbell                  | McElhone                            | 1:42         |
| 9.  | «Saint»                             | McElhone, Spiteri                            | McElhone                            | 4:46         |
| 10. | «Girl»                              | McElhone, Spiteri                            | McElhone                            | 3:46         |
| 11. | «The Hush»                          | McElhone, Spiteri, Rae, Christian            | McElhone, Rae, Christian            | 4:53         |
| 12. | «The Day Before I Went Away»        | McElhone, Spiteri                            | McElhone                            | 6:28         |
| 13. | «Let Us Be Thankful» (Hidden track) |                                              |                                     | 0:56         |

| №   | Название                                  | Длительность |
| --- | ----------------------------------------- | ------------ |
| 14. | «You'll Never Know»                       |              |
| 15. | «In Our Lifetime» (Return to tha Dub mix) |              |

## Позиция в чартах

### Чарты
| Чарт (1999)              | Позиция |
| ------------------------ | ------- |
| UK Albums Chart          | 1       |
| French Albums Chart      | 2       |
| Austrian Albums Chart    | 11      |
| German Albums Chart      | 7       |
| Netherlands Albums Chart | 29      |
| New Zealand Albums Chart | 42      |
| Norwegian Albums Chart   | 7       |
| Swedish Albums Chart     | 7       |
| Switzerland Albums Chart | 5       |
| German Albums Chart      | 7       |
| Spanish Albums Chart     | 5       |
| Swiss Albums Chart       | 7       |

### Сертификации
- Великобритания: трижды платиновый[4]
- Франция: дважды платиновый[5]
- GER: Золото[6]
- NOR: Золото[7]
- Швеция: Золото[8]
- Швейцария: Платина[9]